# Studio One (série télévisée)
Pour les articles homonymes, voir Studio One (homonymie).
Studio One est une série télévisée d'anthologie américaine en 467 épisodes de 60 minutes en noir et blanc, créée par Fletcher Markle, sponsorisée par Westinghouse Electric Corporation et diffusée entre le 7 novembre 1948 et le 29 septembre 1958 sur le réseau CBS.

## Synopsis
La série, tournée en direct et qui a lancé la carrière de nombreux acteurs et actrices, scripteurs et réalisateurs, proposait des adaptations de pièce de théâtre et comédie musicale de Broadway, puis des adaptations de romans, condensés dans un format d'une heure.
Au cours des années 1950, Alfredo Antonini a été directeur musical lors de plusieurs épisodes 

## Épisodes

### Première saison (1948-1949)
1. La Tempête (The Storm)
2. Laissez-moi faire les pourparlers (Let Me Do the Talking)
3. Le Médium (The Medium)
4. Pas si lointain que ça (Not So Long Ago)
5. La Chambre extérieure (The Outward Room)
6. L'impasse (Blind Alley)
7. Vacances (Holiday)
8. Jules César (Julius Caesar) (adaptation de la pièce de William Shakespeare)
9. Place Berkeley (Berkeley Square) (adaptation d'une histoire d'Henry James)
10. Rédemption (Redemption) (adaptation d'une histoire de Leon Tolstoï)
11. Moment de vérité (Moment of Truth)
12. La Clé de verre (The Glass Key) (adaptation d'une histoire de Dashiell Hammett)
13. Le Croyant (Shadow and Substance)
14. Cadeau d'un inconnu (Flowers from a Stranger)
15. L'Esprit malfaisant (The Dybbuk)
16. La Rencontre (Boy Meets Girl)
17. Fumée (Smoke)
18. Lune de Juin (June Moon)
19. L'objet de toutes les attentions (The Shadowy Third)

### Deuxième saison (1949-1950)
1. La Miraculée (Kyra Zelas)
2. Le rival (The Dummy Rival)
3. La Mariée éternelle (Mrs. Moonlight)
4. La lumière éteinte (The Light That Failed) (adaptation d'une histoire de Rudyard Kipling)
5. Le Bismarck (Battleship Bismarck)
6. Le péché fait Femme (Concerning a Woman of Sin)
7. Le Mari (The Hushband)
8. A couteaux tirés (Two Sharp Knives) (adaptation d'une histoire de Dashiell Hammett)
9. Des êtres humains (Of Human Bondage) (adaptation du roman de W. Somerset Maugham)
10. Chez Madame Beam (At Mrs. Beam's)
11. Henri IV (Henry IV) (adaptation de la pièce de Luigi Pirandello)
12. Jane Eyre (Jane Eyre) (adaptation du roman de Charlotte Brontë)
13. Mary Poppins (Mary Poppins) (adaptation du roman de Pamela L. Travers)
14. La Lumière intérieure (The Inner Light)
15. Riviera (Riviera)
16. Au-delà de la raison (Beyond Reason)
17. La Veuve encombrante (Give Us Our Dream)
18. Romance avec un fantôme (The Rockingham Tea Set)
19. Le père et les anges (Father and the Angels)
20. La Rebellion (The Loud Red Patrick)
21. La Dent de sagesse (The Wisdom Tooth)
22. Le Cabinet (The Willow Cabin)
23. Les rêves de Jasper Hornby (The Dreams of Jasper Hornby)
24. La Belle-mère (The Dusty Godmother)
25. Les survivants (The Survivors)
26. Passager vers Bali (Passenger to Bali)
27. La lettre écarlate (The Scarlet Letter) (adaptation du roman de Nathaniel Hawthorne)
28. Dans les rues sombres (Walk the Dark Streets)
29. L'Erreur (Torrents of Spring)
30. A la source (The Horse's Mouth)
31. Le Miracle (Miracle in the Rain)
32. Une Couronne de Roses (A Wreath of Roses)
33. Les Ambassadeurs (The Ambassadors) (adaptation d'une histoire de Henry James)
34. La Chambre du dessus (The Room Upstairs)
35. L'Homme d'influence (The Man Who Had Influence)
36. La Mégère apprivoisée (The Taming of the Shrew) (adaptation de la pièce de William Shakespeare)
37. Zone Quatre (Zone Four)
38. L'Homme tordu (There Was a Crooked Man)
39. La Camionnette de Grand-Mère (My Granny Van)

### Troisième saison (1950-1951)
1. L'Animateur radio (Look Homeward, Hayseed)
2. Brouillard (Mist with the Tamara Geba)
3. Trilby (Trilby)
4. Loin de tout (Away from It All)
5. La Pélerine passionnée (The Passionate Pilgrim) (adaptation d'une histoire d'Henry James)
6. Le fantôme d'Alexandre Wolff (Spectre of Alexander Wolff)
7. Trente Jours (Good for Thirty Days)
8. Le chemin de Jericho (The Road to Jericho)
9. Les Hauts de Hurlevent (Wuthering Heights) (adaptation du roman d'Emily Brontë)
10. La Blonde (The Blonde Come First)
11. La dernière croisière (The Last Cruise)
12. Le paradis (The Floor of Heaven)
13. L'ombre de l'homme (The Shadow of a Man)
14. Lettre du Caïre (Letter from Cairo)
15. Mary Lou (Mary Lou)
16. Les Quatre filles du Docteur March : l'histoire de Meg (Little Women: Meg's Story) (adaptation du roman de Louisa May Alcott)
17. Les Quatre filles du Docteur March : l'histoire de Jo (Little Women: Jo's Story) (adaptation du roman de Louisa May Alcott)
18. L'objet du collectionneur (Collector's Item)
19. L'Angleterre m'a fait (England Made Me) (adaptation d'une histoire de Graham Greene)
20. La Traque du félin (Track of the Cat)
21. Le procès de John Peter Zenger (The Trial of John Peter Zenger)
22. Au service du peuple (Public Servant)
23. La cible (The Target)
24. Le Corbeau (None But My Foe)
25. Le cours des choses (The Way Things Are)
26. Une paire de mains (One Pair of Hands)
27. Un couple en crise (A Chill on the Wind)
28. La Maison du Pendu (Hangman's House)
29. L'affaire Karen Smith (The Case of Karen Smith)
30. Le temps de l'hiver (Wintertime)
31. Les étoiles tombantes (Shake the Stars Down)
32. Droit et étroit (The Straight and Narrow)
33. Femme au foyer comblée (The Happy Housewife)
34. Le portrait de Rembrandt (Portrait of Rembrandt)
35. Pas de pleurs pour Hilda (No Tears for Hilda)
36. Le vieux fou (The Old Foolishness)
37. Une chance pour le bonheur (A Chance for Happiness)
38. Ma Vie (Here Is My Life)
39. Un badge pour meurtre (Shield for Murder) (adaptation d'une histoire de William P. McGivern)
40. Coriolanus (Coriolanus) (adaptation d'une pièce de William Shakespeare)
41. Cinglé (Screwball)
42. L'enfant solitaire (Lonely Boy)
43. Le Cygne (The Swan) (adaptation d'une pièce de Ferenc Molnar)
44. Quand la nuit tombe (Nightfall) (adaptation d'un roman de David Goodis)
45. Le Pommier (The Apple Tree)
46. Tremolo (Tremolo)
47. Le Hussard en rose (The Pink Hussar)
48. Le Lièvre (The Rabbit)
49. Le fugitif (Run from the Sun)
50. Un été particulier (Summer Had Better Be Good)
51. L'Empoisonneuse (Mr. Mummery's Suspicion) (adaptation d'une histoire de Dorothy L. Sayers)
52. Les Cochons d'Inde (The Guinea Pigs)

### Quatrième saison (1951-1952)
1. Les Anges vengeresses (The Angelic Avengers)
2. Le petit sac noir (The Little Black Bag)
3. San Vittore (The Idol of San Vittore)
4. La femme du bandit (Mighty Like a Rogue)
5. Agent double (Colonel Judas)
6. Macbeth (Macbeth) (adaptation de la pièce de William Shakespeare)
7. Les muses (They Serve the Muses)
8. Le héros (The Hero)
9. Un éclair (A Bolt of Lightning)
10. Le Roi en jaune (The King in Yellow) (adaptation d'une histoire de Raymond Chandler)
11. Les années terribles (The Dangerous Years)
12. Mutinerie sur le Nicolette (Mutiny on the Nicolette)
13. La légende de Jenny Lind (The Legend of Jenny Lind)
14. L'innocence du Pasteur Muller (The Innocence of Pastor Muller)
15. Sara Crewe (Sara Crewe)
16. La ville de l'amour (Paris Feeling)
17. Le diable en velours (The Devil in Velvet) (adaptation d'une histoire de John Dickson Carr)
18. Le Caïd des quais (Waterfont Boss)
19. L'autre père (The Other Father)
20. Le Poids de la culpabilité (Burden of Guilt)
21. Une bougie pour le saint (A Candle for St. Jude)
22. Pagode (Pagoda)
23. Une histoire de succès (Success Story)
24. Lettre d'une inconnue (Letter from an Unknown Woman) (adaptation d'une histoire de Stefan Zweig)
25. Dix-Mille chevaux hurlants (Ten Thousand Horses Singing)
26. Les ailes de la colombe (The Wings of the Dove) (adaptation d'un roman d'Henry James)
27. Les Années Millénaires (The Vintage Years)
28. Madame Hargreaves (Mrs. Hargreaves)
29. L'histoire de Meg Mallory (The Story of Meg Mallory)
30. Ponce Pilate (Pontius Pilate)
31. Retiens la nuit (Hold Back the Night) (adaptation du roman de Pat Frank)
32. Lily, la reine du cinéma (Lily, The Queen of the Movies) (adaptation d'une histoire de Paul Gallico)
33. Le trou noir (The Deep Dark)
34. L'île au trésor (Treasure Island) (adaptation du roman de Robert Louis Stevenson)
35. Ils sont venus à Bagdad (They Came to Baghdad) (adaptation d'une histoire d'Agatha Christie)
36. Un Yankee à la cour du Roi Arthur (A Connecticut Yankee in King Arthur's Court) (adaptation du roman de Mark Twain)
37. Abraham Lincoln (Abraham Lincoln)
38. Le général des armées (Captain, General of the Armies)
39. Amis et amants (Lovers and Friends)
40. Incident diplomatique (International Incident)
41. Discrédit (The Last Thing I Do)
42. L'Acquitté (The Man They Aquitted)
43. Un sur un million (One in a Million)
44. Les Bons Compagnons (The Good Companions)
45. Stan le tueur (Stan, The Killer) (adaptation d'une histoire de Georges Simenon)

### Cinquième saison (1952-1953)
1. Le Meurtre (The Kill)
2. La Cheville Carrée (The Square Peg)
3. L'épouse du docteur (The Doctor's Wife)
4. Si petit en ce monde (Little Man, Big World)
5. Le Grand Complot (The Great Conspiracy)
6. La lettre d'amour (The Love Letter)
7. L'incroyable Monsieur Glencannon (The Incredible Mr. Glencannon)
8. Plan d'évasion (Plan for Escape)
9. La Formule (The Formula)
10. Je suis Jonathan Scrivener (I Am Jonathan Scrivener) (adaptation d'une histoire de Claude Houghton)
11. L'Hôpital (The Hospital)
12. La Grande Dame (The Great Lady)
13. La Nativité (The Play of the Nativity of the Child Jesus)
14. Adam (Young Man Adam)
15. Pluie Noire (Black Rain) (adaptation d'une histoire de Georges Simenon)
16. Trente-Deux (Signal Thirty-Two)
17. Instant de triomphe (To a Moment of Triumph)
18. La Marque de Caïn (Mark of Cain)
19. Le Jardin fluvial (The River Garden)
20. Les Filles Walsh (The Walsh Girls)
21. L'égoiste (The Show Piece)
22. Mon mari adoré (My Beloved Husband)
23. La chronique des Garretson (The Garretson Chronicle)
24. Une bouffée d'air (A Breath of Air)
25. Au bord de l'enfer (The Edge of evil)
26. Le 31 mars à Minuit (At Midnight on the Thirty-first of March)
27. L'ombre du mal (Shadow of the Devil)
28. La Lanterne magique (The Magical Lantern)
29. Les Pères (The Fathers)
30. Le témoin (Along Came a Spider)
31. Héritage (Birthright)
32. Le psychopathe (King Coffin)
33. Le comique (The Laugh Maker)
34. L'Envol (Fly with the Hawk)
35. Rendez-vous (Rendezvous)
36. Conflit (Conflict)
37. Avarice (Greed)
38. Fin de Lune de Miel (End of the Honeymoon)
39. La Romaine (The Roman Kid) (adaptation d'une histoire de Paul Gallico)
40. Sentence de Mort (Sentence of Death)
41. La Nuit du rassemblement (The Gathering Night)

### Sixième saison (1953-1954)
1. 1984 (1984) (adaptation du roman de George Orwell)
2. L'Homme de la fourrière (Hound-Dog Man)
3. La chanson du silence (Silent the Song)
4. Madame Pratt et la musique (Music and Mrs. Pratt)
5. Un autre César (Another Caesar)
6. Meurtre dans un cottage (Crime at Blossom's)
7. Camille (Camille)
8. Situation désespérée (A Bargain with God)
9. Buffalo Bill est mort (Buffalo Bill is Dead) (adaptation d'une histoire de Rod Serling)
10. Confessions (Confessions of a Nervous Man)
11. Course effrénée (Dry Run)
12. Tout mon amour (All My Love)
13. Cendrillon 1953 (Cinderella '53)
14. Le Maître de la Rose (Master of the Rose)
15. En cavale (The Runaway)
16. Incident à Carson Corners (Incident at Carson Corners)
17. Un dessein criminel (A Criminal Design)
18. Passe Droit (A Favor for a Friend)
19. Orphelin de guerre (Herman, Come by Bomber) (adaptation d'une histoire de Rod Serling)
20. L'éxécuteur (Man of Extinction)
21. Possession diabolique (Dark Possession) (scénario original de Gore Vidal)
22. Amoureux (The Role of a Lover)
23. Rue transversale (Side Street)
24. Au-delà du doute raisonnable (Beyond a Reasonable Doubt)
25. Orage sur Sycamore Street (Thunder on Sycamore Street)
26. Asile politique (The Expendables)
27. L'appartement de Paul (Paul's Apartment)
28. Libéré sur parole (Stir Mugs)
29. Jack Sperling, 46 ans (Jack Sperling, Forty-six)
30. Une poignée de diamants (A Handful of Diamonds)
31. Romney (Romney)
32. Cardinal Mindszenty (Cardinal Mindszenty)
33. La Peur n'est pas étrangère (Fear Is No Stranger)
34. Un château en Espagne (Castle in Spain)
35. Des hommes et des dieux (A Man and Two Gods)
36. Vie et mort de Larry Benson (The Death and Life of Larry Benson)
37. La Riposte (The Strike) (scénario original de Rod Serling)
38. Lettre à Monsieur Gubbins (A Letter to Mr. Gubbins)
39. Fandango (Fandango at War Bonnet)
40. La petite porte (The Small Door)
41. L'invité de l'ambassadeur (A Guest at the Embassy)
42. A la maison (Home Again, Home Again)
43. Un lundi magique (The Magic Monday)
44. Sue Ellen (Sue Ellen)
45. La Maison de Gair (The House of Gair)
46. Expérience dangereuse (Experiment Perilous)
47. Tromperie (The Secret Self)
48. Objets volants non identifiés (U.F.O.) (adaptation d'une histoire de Rod Serling)
49. La Falaise (The Cliff)

### Septième saison (1954-1955)
1. Douze hommes en colère (Twelve Angry Men) (scénario original de Reginald Rose)
2. Hyman Kaplan (The Edcution of H.Y.M.A.N. K.A.P.L.A.N.)
3. Prélude au meurtre (Prelude to Murder)
4. Melissa (Melissa) (adaptation du roman de Taylor Caldwell)
5. Le garçon qui changea le monde (The Boy Who Changed the World)
6. Collection meurtrière (Fatal In My Fashion)
7. L'Homme qui possédait la ville (The Man Who Owned the Town)
8. L'Almanach de la Liberté (An Almanac of Liberty)
9. Laisse-moi m'en aller (Let Me Go, Lover)
10. Joey (Joey)
11. Le déserteur (The Deserter)
12. Court-Circuit (Short Cut)
13. Midi et demi (12:30 AM)
14. Deux petits visons (Two Little Minks)
15. Le Tableau (The Cuckoo in Spring)
16. Les disparus (The Missing Men)
17. Grand-Mère a changé (Grandma Rolled Her Own)
18. Le Chanteur (Sail with the Tide)
19. Cela peut arriver demain (It Might Happen Tomorrow)
20. Les femmes silencieuses (The Silent Women)
21. Un étranger va mourir (A Stranger May Die)
22. L'éperon cassé (The Broken Spur)
23. L'histoire d'Eddie Chapman (The Eddie Chapman Story)
24. Le cerveau de Donovan (Donovan's Brain) (adaptation du roman de Curt Siodmak)
25. Georges le millionnaire (Millions of George)
26. La conviction de Peter Shea (The Conviction of Peter Shea)
27. La décision de Miss Turner (Miss Turner's Decision)
28. Dominique (Dominique)
29. C'est juré ! (Cross My Heart)
30. Passage d'armes (Passage of Arms)
31. Affaires d'état (Affairs of State)
32. Madame Brimmer l'a fait ! (Mrs. Brimmer Dit It !)
33. Pavillon d'été (Summer Pavilion) (scénario original de Gore Vidal)
34. Une photo dans le journal (A Picture in the Paper)
35. Etrange compagnon (Strange Companion)
36. Les pigeons et les gens (Pigeons and People)
37. Opération Maison (Operation Home)
38. Les parasites (The Spongers)
39. Le monde incroyable d'Horace Ford (The Incredible World of Horace Ford)
40. Une chanson qui vient du cœur (Heart Song)
41. Pour la défense (For the Defense)
42. Le jour précédant le mariage (The Day Before the Wedding)
43. Sain comme un chapelier (Sane as a Hatter)
44. Un jour terrible (A Terrible Day)
45. Le grand étranger (The Tall Dark Stranger)
46. Le Prince et la marionnette (The Prince and the Puppet)
47. Le Secret (The Secret)
48. L'héritage Voysey (The Voysey Inheritance)
49. Une chance pour l'amour (A Chance at Love)
50. Le garçon de Mama (Mama's Boy)
51. La Fosse (The Pit)